# Palača Mrsha
Palača Mrsha je palača u Perastu. Palača je peraške obitelji Mrsha (Mrša). Stilski pripada baroku.

## Smještaj
Nalazi se u istočnom dijelu Perasta, u predjelu zvanom Luka, u trećem redu zgrada uz obalu. Prema moru se ulicom dođe do palače Balović. Prema moru u redu kuća ispred je palača Mazarović, a dalje je Bizetina. Uzbrdo prema sjeveroistoku je crkva Rođenja Presvete Bogorodice. Do nje se može doći i sa zapadne strane ulicom koja također vodi do kapele s grobljem.
U vrtu palače nalaze se ostatci starijih gradnji koji su predmetom konzervatorske zaštite. Namjena tih ostataka nije utvrđena.
Palača danas služi kao stambeni objekt.